# Leptosiaphos luberoensis
Leptosiaphos luberoensis är en ödleart som beskrevs av  De Witte 1933. Leptosiaphos luberoensis ingår i släktet Leptosiaphos och familjen skinkar. Inga underarter finns listade i Catalogue of Life.